# Walckenaeria
Walckenaeria is een geslacht van spinnen uit de familie hangmatspinnen (Linyphiidae). De wetenschappelijke naam van het geslacht werd voor het eerst geldig gepubliceerd door John Blackwall in 1833. De naam is een eerbetoon aan de Franse entomoloog baron Charles Athanase Walckenaer (Blackwall schreef Walckenaër).

## Soorten
De volgende soorten zijn bij het geslacht ingedeeld:
- Walckenaeria abantensis Wunderlich, 1995
- Walckenaeria aberdarensis (Holm, 1962)
- Walckenaeria acuminata Blackwall, 1833
- Walckenaeria aenea Millidge, 1983
- Walckenaeria afur Thaler, 1984
- Walckenaeria aksoyi Seyyar, Demir & Türkes, 2008
- Walckenaeria alba Wunderlich, 1987
- Walckenaeria allopatriae Jocqué & Scharff, 1986
- Walckenaeria alticeps (Denis, 1952)
- Walckenaeria anceps Millidge, 1983
- Walckenaeria angelica Millidge, 1979
- Walckenaeria angustifrons (Simon, 1884)
- Walckenaeria antica (Wider, 1834)
- Walckenaeria aprilis Millidge, 1983
- Walckenaeria arcana Millidge, 1983
- Walckenaeria arctica Millidge, 1983
- Walckenaeria asymmetrica Song & Li, 2011
- Walckenaeria atrotibialis (O. P.-Cambridge, 1878)
- Walckenaeria auranticeps (Emerton, 1882)
- Walckenaeria aurata Millidge, 1983
- Walckenaeria baborensis Bosmans, 1993
- Walckenaeria basarukini Eskov & Marusik, 1994
- Walckenaeria bifasciculata Tanasevitch, 1987
- Walckenaeria bifida Millidge, 1983
- Walckenaeria blanda Millidge, 1983
- Walckenaeria breviaria (Crosby & Bishop, 1931)
- Walckenaeria brevicornis (Emerton, 1882)
- Walckenaeria brucei (Tullgren, 1955)
- Walckenaeria camposi Wunderlich, 1992
- Walckenaeria caobangensis Tu & Li, 2004
- Walckenaeria capito (Westring, 1861)
- Walckenaeria carolina Millidge, 1983
- Walckenaeria castanea (Emerton, 1882)
- Walckenaeria cavernicola Wunderlich, 1992
- Walckenaeria chikunii Saito & Ono, 2001
- Walckenaeria chiyokoae Saito, 1988
- Walckenaeria christae Wunderlich, 1995
- Walckenaeria cirriceps Thaler, 1996
- Walckenaeria clavicornis (Emerton, 1882)
- Walckenaeria claviloba Wunderlich, 1995
- Walckenaeria clavipalpis Millidge, 1983
- Walckenaeria cognata Holm, 1984
- Walckenaeria columbia Millidge, 1983
- Walckenaeria communis (Emerton, 1882)
- Walckenaeria coniceps Thaler, 1996
- Walckenaeria coreana (Paik, 1983)
- Walckenaeria corniculans (O. P.-Cambridge, 1875)
- Walckenaeria cornuella (Chamberlin & Ivie, 1939)
- Walckenaeria cretaensis Wunderlich, 1995
- Walckenaeria crocata (Simon, 1884)
- Walckenaeria crocea Millidge, 1983
- Walckenaeria crosbyi (Fage, 1938)
- Walckenaeria cucullata (C. L. Koch, 1836)
- Walckenaeria cuspidata Blackwall, 1833
  - Walckenaeria cuspidata brevicula (Crosby & Bishop, 1931)
  - Walckenaeria cuspidata obsoleta Chyzer & Kulczyński, 1894
- Walckenaeria cyprusensis Wunderlich, 1995
- Walckenaeria dahaituoensis Song & Li, 2011
- Walckenaeria dalmasi (Simon, 1914)
- Walckenaeria denisi Thaler, 1984
- Walckenaeria digitata (Emerton, 1913)
- Walckenaeria directa (O. P.-Cambridge, 1874)
- Walckenaeria discolor Millidge, 1983
- Walckenaeria dixiana (Chamberlin & Ivie, 1944)
- Walckenaeria dondalei Millidge, 1983
- Walckenaeria dulciacensis (Denis, 1949)
- Walckenaeria dysderoides (Wider, 1834)
- Walckenaeria elgonensis Holm, 1984
- Walckenaeria emarginata Millidge, 1983
- Walckenaeria erythrina (Simon, 1884)
- Walckenaeria exigua Millidge, 1983
- Walckenaeria extraterrestris Bosmans, 1993
- Walckenaeria faceta Millidge, 1983
- Walckenaeria fallax Millidge, 1983
- Walckenaeria ferruginea Seo, 1991
- Walckenaeria floridiana Millidge, 1983
- Walckenaeria fraudatrix Millidge, 1983
- Walckenaeria furcillata (Menge, 1869)
- Walckenaeria fusca Rosca, 1935
- Walckenaeria fusciceps Millidge, 1983
- Walckenaeria fuscocephala Wunderlich, 1987
- Walckenaeria gertschi Millidge, 1983
- Walckenaeria gologolensis Scharff, 1990
- Walckenaeria golovatchi Eskov & Marusik, 1994
- Walckenaeria gomerensis Wunderlich, 1987
- Walckenaeria grancanariensis Wunderlich, 2011
- Walckenaeria grandis (Wunderlich, 1992)
- Walckenaeria hamus Wunderlich, 1995
- Walckenaeria heimbergi Bosmans, 2007
- Walckenaeria helenae Millidge, 1983
- Walckenaeria hierropalma Wunderlich, 1987
- Walckenaeria ichifusaensis Saito & Ono, 2001
- Walckenaeria incisa (O. P.-Cambridge, 1871)
- Walckenaeria incompleta Wunderlich, 1992
- Walckenaeria indirecta (O. P.-Cambridge, 1874)
- Walckenaeria inflexa (Westring, 1861)
- Walckenaeria insperata Millidge, 1979
- Walckenaeria intoleranda (Keyserling, 1886)
- Walckenaeria iviei Millidge, 1983
- Walckenaeria jocquei Holm, 1984
- Walckenaeria kabyliana Bosmans, 1993
- Walckenaeria karpinskii (O. P.-Cambridge, 1873)
- Walckenaeria katanda Marusik, Hippa & Koponen, 1996
- Walckenaeria kazakhstanica Eskov, 1995
- Walckenaeria keikoae Saito, 1988
- Walckenaeria kikogensis Scharff, 1990
- Walckenaeria kochi (O. P.-Cambridge, 1872)
- Walckenaeria koenboutjei Baert, 1994
- Walckenaeria korobeinikovi Esyunin & Efimik, 1996
- Walckenaeria kulalensis Holm, 1984
- Walckenaeria languida (Simon, 1914)
- Walckenaeria latens Millidge, 1983
- Walckenaeria lepida (Kulczyński, 1885)
- Walckenaeria maesta Millidge, 1983
- Walckenaeria mariannae Bosmans, 1993
- Walckenaeria martensi Wunderlich, 1972
- Walckenaeria mauensis Holm, 1984
- Walckenaeria mengei Bösenberg, 1902
- Walckenaeria meruensis Tullgren, 1910
- Walckenaeria mesus (Chamberlin, 1949)
- Walckenaeria mexicana Millidge, 1983
- Walckenaeria microps Holm, 1984
- Walckenaeria microspiralis Millidge, 1983
- Walckenaeria minuscula Holm, 1984
- Walckenaeria minuta (Emerton, 1882)
- Walckenaeria mitrata (Menge, 1868)
- Walckenaeria monoceras (Chamberlin & Ivie, 1947)
- Walckenaeria monoceros (Wider, 1834)
- Walckenaeria neglecta Bosmans, 1993
- Walckenaeria ngorongoroensis Holm, 1984
- Walckenaeria nigeriensis Locket & Russell-Smith, 1980
- Walckenaeria nishikawai Saito, 1986
- Walckenaeria nodosa O. P.-Cambridge, 1873
- Walckenaeria nudipalpis (Westring, 1851)
- Walckenaeria obtusa Blackwall, 1836
- Walckenaeria occidentalis Millidge, 1983
- Walckenaeria ocularis Holm, 1984
- Walckenaeria oregona Millidge, 1983
- Walckenaeria orghidani Georgescu, 1977
- Walckenaeria orientalis (Oliger, 1985)
- Walckenaeria pallida (Emerton, 1882)
- Walckenaeria palmgreni Eskov & Marusik, 1994
- Walckenaeria palmierro Wunderlich, 1987
- Walckenaeria palustris Millidge, 1983
- Walckenaeria parvicornis Wunderlich, 1995
- Walckenaeria pellax Millidge, 1983
- Walckenaeria perdita (Chamberlin, 1949)
- Walckenaeria picetorum (Palmgren, 1976)
- Walckenaeria pinocchio (Kaston, 1945)
- Walckenaeria pinoensis Wunderlich, 1992
- Walckenaeria placida (Banks, 1892)
- Walckenaeria plumata Millidge, 1979
- Walckenaeria prominens Millidge, 1983
- Walckenaeria puella Millidge, 1983
- Walckenaeria pullata Millidge, 1983
- Walckenaeria pyrenaea (Denis, 1952)
- Walckenaeria reclusa Millidge, 1983
- Walckenaeria redneri Millidge, 1983
- Walckenaeria rufula Millidge, 1983
- Walckenaeria rutilis Millidge, 1983
- Walckenaeria ruwenzoriensis (Holm, 1962)
- Walckenaeria saetigera Tanasevitch, 2011
- Walckenaeria saniuana (Chamberlin & Ivie, 1939)
- Walckenaeria serrata Millidge, 1983
- Walckenaeria simplex Chyzer, 1894
- Walckenaeria solivaga Millidge, 1983
- Walckenaeria spiralis (Emerton, 1882)
- Walckenaeria stepposa Tanasevitch & Piterkina, 2007
- Walckenaeria striata Wunderlich, 1987
- Walckenaeria stylifrons (O. P.-Cambridge, 1875)
- Walckenaeria subdirecta Millidge, 1983
- Walckenaeria subpallida Millidge, 1983
- Walckenaeria subspiralis Millidge, 1983
- Walckenaeria subterranea Wunderlich, 2011
- Walckenaeria subvigilax Millidge, 1983
- Walckenaeria suspecta (Kulczyński, 1882)
- Walckenaeria tanzaniensis Jocqué & Scharff, 1986
- Walckenaeria teideensis Wunderlich, 1992
- Walckenaeria tenella Millidge, 1983
- Walckenaeria tenuitibialis Bosmans, 1993
- Walckenaeria teres Millidge, 1983
- Walckenaeria thrinax (Chamberlin & Ivie, 1933)
- Walckenaeria tibialis (Emerton, 1882)
- Walckenaeria tilos Wunderlich, 2011
- Walckenaeria torta Bosmans, 1993
- Walckenaeria tricornis (Emerton, 1882)
- Walckenaeria tumida (Crosby & Bishop, 1931)
- Walckenaeria turbulenta Bosmans, 1993
- Walckenaeria tystchenkoi Eskov & Marusik, 1994
- Walckenaeria uenoi Saito & Irie, 1992
- Walckenaeria unicornis O. P.-Cambridge, 1861
- Walckenaeria uzungwensis Scharff, 1990
- Walckenaeria vigilax (Blackwall, 1853)
- Walckenaeria vilbasteae Wunderlich, 1979
- Walckenaeria weber (Chamberlin, 1949)
- Walckenaeria westringi Strand, 1903
- Walckenaeria wunderlichi Tanasevitch, 1983
- Walckenaeria yunnanensis Xia et al., 2001